# Лакар (озеро)
Ла́кар (исп. Lago Lácar) — озеро ледникового происхождения в Патагонских Андах в аргентинской провинции Неукен. На северо-западном берегу озера располагается небольшой город Сан-Мартин-де-Лос-Андес.

## Общие данные

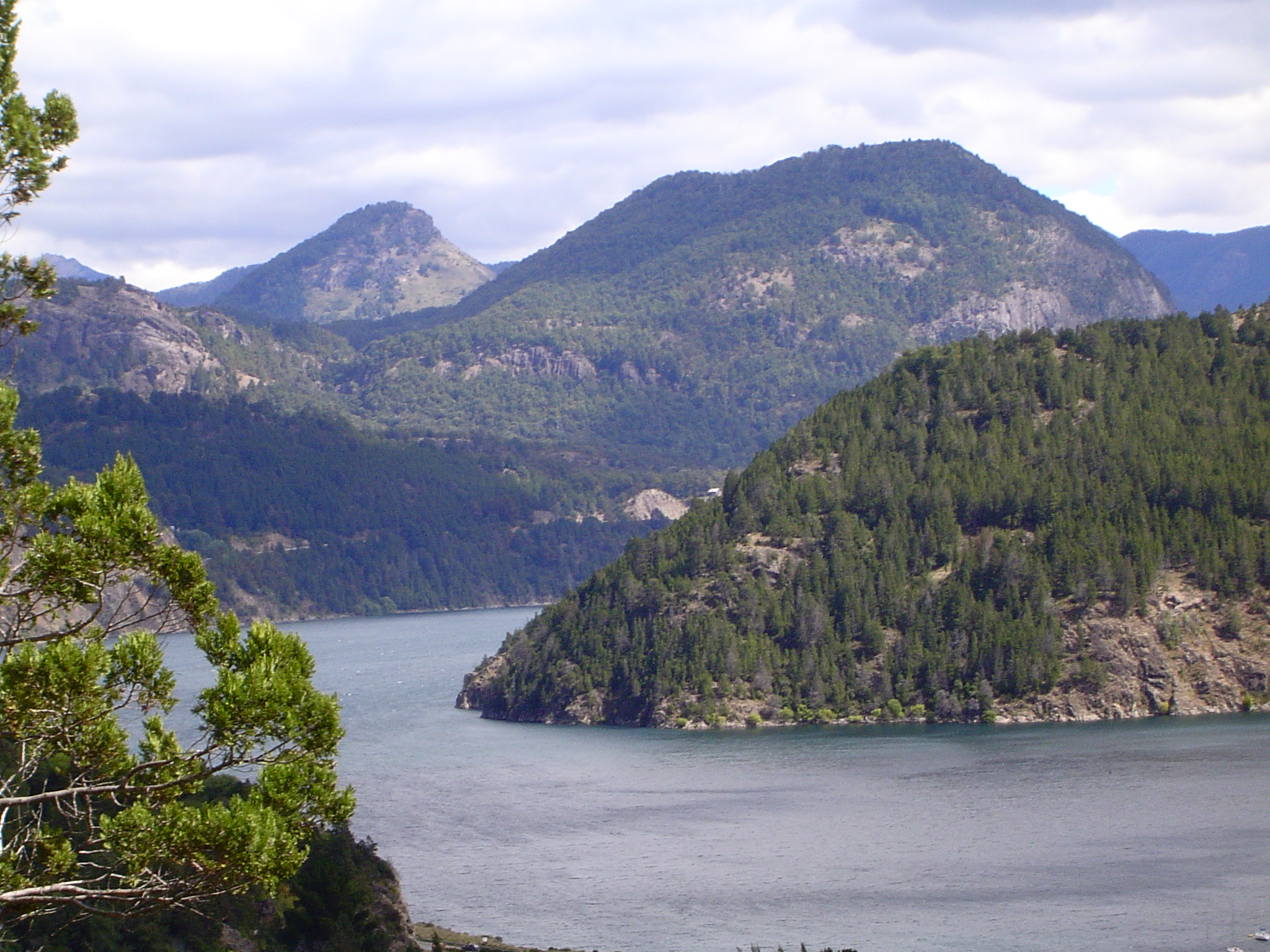

Озеро располагается на высоте 630 м над уровнем моря и занимает площадь в 55 км². Площадь водосбора озера составляет 1048 км². Средняя глубина озера — 167 м, максимальная — 277 м. Из озера вытекает река Уаум, впадающая в озеро Пириуэйко.